# Monaeses quadrituberculatus
Monaeses quadrituberculatus är en spindelart som beskrevs av Lawrence 1927. Monaeses quadrituberculatus ingår i släktet Monaeses och familjen krabbspindlar. Inga underarter finns listade i Catalogue of Life.